# Tezozómoc

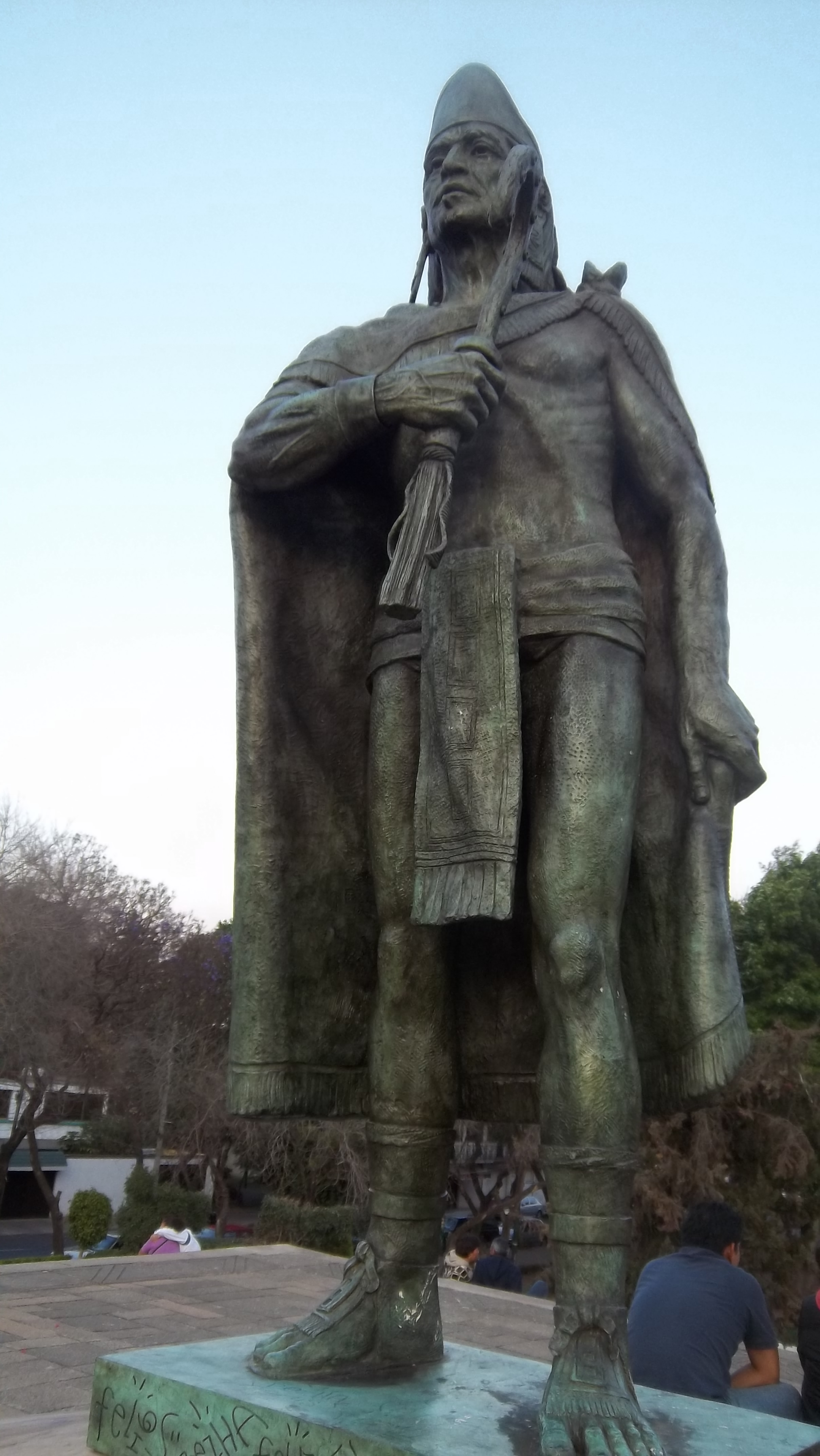
Escultura de Tezozómoc en Azcapotzalco.

Tezozómoc de Azcapotzalco, también conocido como Huehue Tezozómoc, Tezozomoctli, Teçoçomoctli o Tezuxomutli (del náhuatl Tezozomoctli '[Señor] quiebrapiedras', Te-tl, piedra; zozomoc-a, partir golpeando; -tli, sufijo) (Tlalhuacpan, 1320 - Azcapotzalco, 24 de marzo de 1426) fue tepanecateuctli (tlatoani de los tepanecas) de Āzcapōtzalco; mantenían estrechas relaciones con los pueblos "tlateputzcas" de Huejotzingo y Tlaxcala en el periodo que va de 1342 a 1426. Fue hijo de Acolnahuacatzin y Cuetlaxochitzin.

## Linaje de Tezozomoctli Yacateteltetl
El nombre de su mujer principal fue Iztacxochitl (Anales de Tlatelolco; es sabido que los gobernantes tenían varias esposas, otros nombres mencionados son Ilhuicaxotzin, Macuetzin, Chalchiuhcozcatzin).
Sus hijos legítimos según los Anales de Tlatelolco eran seis:
- Cuacuauhpitzahuac, señor de Tlatelolco (a veces confundido con Cuacuatzin, otro hijo).
- Acolnahuacatl Tzacualcatl , señor de Tlacopan (padre de Totoquihuatzin, a veces es confundido con su abuelo).
- Teyolcocohuatzin, señor de Acolman.
- Maxtla, señor de Coyoacan.

- Cuacuauhtzin de Tepechpan.

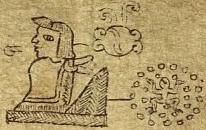
Tezozómoc representado en el Códice Xólotl, con su nombre arriba y la hormiga de Azcapotzalco en la derecha.

- Moquihuitzin, señor de Cuauhnahuac.

Según Alva Ixtlilxochitl eran 11 los hijos legítimos:
- Maxtla
- Tecuicpaltzin
- Tayatzin (Ayatzin o Quetzalayatzin en otras versiones)
- Cuetlachcihuatzin (se casa con Tlacateotzin)
- Cuetlaxxochitzin (se casa con Xilomantzin)
- Tziuacxochitzin (se casa con Acolnahuacatl de Tlacopan[5])
- Chalchiuhcihuatzin, con Tlatocatlatzacuilotzin de Acolman.
- Tecpaxochitzin, con Tecpatl de Atotonilco que la despreció, luego fue mujer de Nezahualcóyotl con quien procreó a Ayancuiltzin, considerado hijo bastardo.
- Papaloxochitzin, con Opanteuctli de Coatlichan.

Las dos últimas también fueron mujeres, pero se desconoce su nombre.

## Vida
En 1367 los mexicas conquistaron Culhuacán en provecho de Tezozómoc y los señores que allí reinaban se asilaron en Coatlichan. Luego, tras la muerte de Ténoch, algunos nobles aztecas solicitaron que un príncipe culhua llamado Acamapichtli residiera y gobernara en México.
Era conocido por su destreza militar. Según las fuentes que representan la perspectiva de sus enemigos acolhuas era un "tirano" que eligió como heredero a su hijo Tayatzin, quien fue asesinado por su hermano Maxtla, el cual usurpó el trono.[cita requerida]
Bajo el gobierno de Tezozómoc, hijo de Aculnahuácatl, el imperio tepaneca, con la ayuda de sus vasallos -mexicas, entre otros, que se destacaron como buenos guerreros- sometió a la mayor parte del valle del Anáhuac y al centro del antiguo imperio tolteca. Huitzilihuitl, tlatoani de Tenochtitlan, obtuvo como merced del señor de Azcapotzalco una hija  de Tezozómoc como esposa. El hijo mexica-tepaneca del gobernante azteca tendría, por el hecho de ser nieto de Tezozómoc, privilegios en su acceso al trono. En efecto, Chimalpopoca sucedió a su padre en Tenochtitlan como tlatoani tepaneca-tenochca. Este más estrecho lazo que ahora unía a Tenochtitlan con la poderosa Azcapotzalco llevó a los tenochcas a una más liviana imposición tributario. Tezozómoc concedió mayor confianza a los mexicas para utilizarlos en distintas campañas. Se dio la orden de incrementar la producción agrícola, por lo cual ordenó Tezozomoc que se hicieran las famosas chinampas en Xochimilco. Con ello se produciría una gran cantidad de alimentos y poco a poco el pueblo tenochca empezó a ser estrecho colaborador del de Azcapotzalco.[cita requerida]
En 1419 los tepanecas, con sus vasallos, conquistaron Texcoco, destruyendo el Estado de los acolhuas que por entonces era el señorío enemigo más importante. Tezozómoc era muy astuto y sagaz para convencer a sus súbditos y hacerse con aliados, sabía moverlos a su favor por medio de promesas, sus aliados eran leales a su señor ya sea por respeto o por miedo, con esto desafió a Ixtlixochitl, llevándole grandes cargas de algodón para que los chichimecas lo trabajaran e hicieran de esto buenas ropas.[cita requerida] Ello era un símbolo de humillación para el señorío chichimeca, Tezozómoc nunca fue a la jura de Ixtlixoxchitl para darle la legitimidad oficial de señor de toda la tierra.[cita requerida] Hay una guerra entre tepanecas y chichimecas en donde los últimos salen victoriosos, el tecutli (señor) vencedor comete el error garrafal de devolver las tierras que perdieron tepanecas en la guerra y con esto la lista de aliados de los chichimecas se empieza, ya que Tezozómoc poco a poco los sedujo con ambiciones para que pelearan a favor de Azcapotzalco en el futuro.[cita requerida] 
Años después llega la segunda guerra donde los tepanecas atacan con una fuerza incontenible junto con sus vasallos mexicas, en esta campaña el tecutli chichimeca, Ixtlilxóchitl, fue decapitado en una batalla por un guerrero jaguar, igual como otros miembros de la nobleza chichimeca. Su hijo Nezahualcóyotl presenció la muerte de su padre desde la cima de un árbol, el coyote ayunado logró escapar junto con unos pocos aliados, desde este momento se le dio cacería al joven príncipe acolhua ya que el señor de Azcapotzalco tenía miedo de que el señorío chichimeca volviera a levantarse.[cita requerida] La gente poco a poco estaba a favor de Nezahualcóyotl y con esto el viejo tirano tepaneca opta por asesinar a los hijos de las personas que estaban a favor del joven coyote, soldados tepanecas preguntaban a niños ¿Quién era el verdadero señor sobre la tierra? y si contestaban que Nezahualcóyotl, los niños serían asesinados y con esto varios padres les decían a sus hijos que tenían que estar a favor de Tezozómoc y de ser así la familia recibía un buen tributo.[cita requerida] Unos años antes mataron al tecutli de Culhuacán, igualmente por orden de Tezozómoc y en esta época los tepanecas eliminaron a otros varios tlatoque de la región lacustre, substituyéndolos por hijos u otros familiares del tlatoani tepaneca.[cita requerida]
Parece que Tezozómoc y los altos mandos de su gobierno intentaron establecer un fuerte poder político de carácter centralista. De esta manera se explica que el gobierno tepaneca trató de destruir los restos de la antigua estructura tolteca. Los tenochcas estuvieron en contra al régimen centralista tepaneca, con esto Tenochtitlan firma una enemistad con Azcapotzalco. En estas circunstancias el aliado natural de los mexicas tenía que ser el joven príncipe acolhua Nezahualcóyotl que con sus partidarios trató de organizar la resistencia en contra del gobierno tepaneca, por esta razón el coyote emplumado representaba un peligro para el señor tepaneca, así que era muy urgente dar muerte al heredero al trono chichimeca.[cita requerida]
Tezozómoc había introducido el concepto del estado centralista el cual consistía en un régimen administrativo que ya no respetaba a las distinciones étnicas, ni a los antiguos moldes gubernamentales de los toltecas. Entre los mexicas y aliados empezaron estar en contra del concepto gubernamental de Tezozómoc, esto daría paso a que estallara la guerra contra Azcapotzalco.[cita requerida] Un joven cihuacoatl en Tenochtitlan, Tlacaelel desempeñaría un papel importante en la lucha siguiente, precisamente porque renovó la ideología de los tradicionalistas, propagando el concepto de la responsabilidad del dios tribal mexica, Huitzilopochtli, y por consecuencia la del pueblo mexica.[cita requerida] 
En 1427 muere en su palacio el gobernante de Azcapotzalco Tezozómoc, durante su ceremonia fúnebre, Netzahualcóyotl estuvo presente. Las causas de su muerte no están claras pues se vivía un momento político bastante tenso y las facciones intrigaban, no sólo en la corte tepaneca, sino en los principales señoríos del todo el Anáhuac, para arrebatarle el poder. Según algunas fuentes -enemigas de los tepanecas-, Tezozómoc dejó como heredero al trono tepaneca a su hijo Tayatzin, sin embargo, su hermano Maxtla usurpó el trono, asesinando a su hermano Tayatzin. Con esto se firma una guerra civil que tuvo como consecuencia la pérdida de la hegemonía política de Azcapotzalco y el establecimiento de un nuevo orden político impuesto por la triple alianza encabezada por Tenochtitlan la cual se convertiría en el centro del poder político, bélico y religioso en todo el valle de México.[cita requerida]